# Leptotarsus tinctorius
Leptotarsus tinctorius är en tvåvingeart som först beskrevs av Alexander 1960.  Leptotarsus tinctorius ingår i släktet Leptotarsus och familjen storharkrankar.
Artens utbredningsområde är Madagaskar. Inga underarter finns listade i Catalogue of Life.